# Vallsjöskogen
Vallsjöskogen este o arie protejată (arie specială de conservare — SAC, sit de importanță comunitară — SCI) din Suedia întinsă pe o suprafață de 73,9 ha, integral pe uscat.

## Localizare
Centrul sitului Vallsjöskogen este situat la coordonatele 64°15′31″N 16°16′06″E / 64.2585°N 16.2684°E.

## Înființare
Situl Vallsjöskogen a fost declarat sit de importanță comunitară în decembrie 1995 pentru a proteja 1 specie de plante. Situl a fost protejat și ca arie specială de conservare în martie 2011.

## Biodiversitate
Situată în ecoregiunea boreală, aria protejată conține 4 habitate naturale: Lacuri și iazuri distrofice naturale, Taiga vestică, Mlaștini turboase de tranziție și turbării mișcătoare, Mlaștini împădurite.
La baza desemnării sitului se află o specie protejată de  plante: Calamagrostis chalybaea.